# Kościół św. Andrzeja Apostoła w Prabutach
Kościół świętego Andrzeja Apostoła w Prabutach – rzymskokatolicki kościół parafialny znajdujący się w mieście Prabuty, w województwie pomorskim. Należy do parafii św. Wojciecha w Prabutach, która to należy do dekanatu Prabuty diecezji elbląskiej.

## Historia i architektura

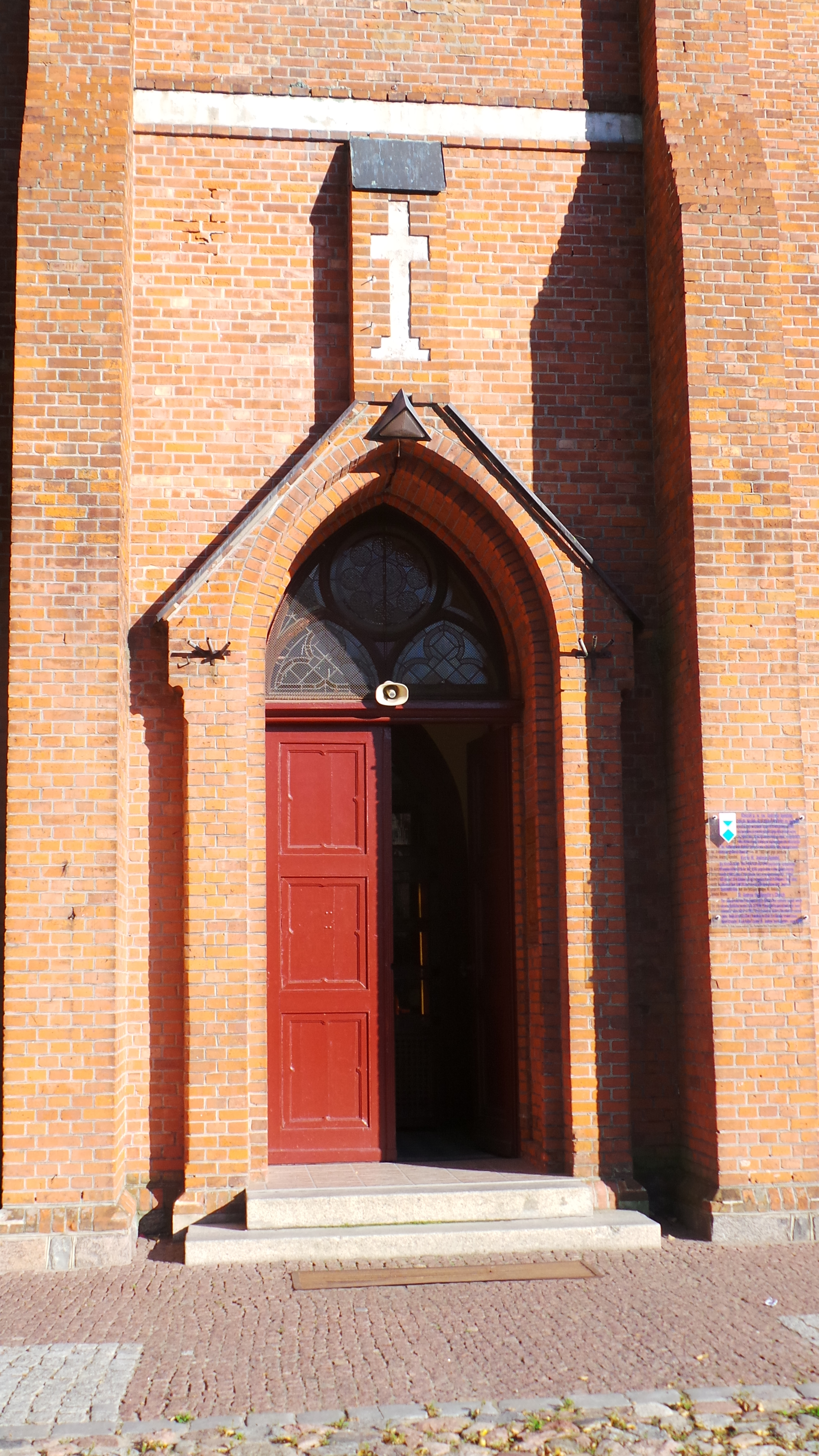
Wejście do świątyni

Świątynia została wzniesiona z cegły w latach 1876-1878 dla istniejącej od 1870 roku parafii katolickiej w mieście jako trzeci kościół w mieście (po ewangelickich kościołach: miejskim oraz tzw. Polskim). Wieża została zbudowana w 1903 roku. Wzniesiono ją na rzucie prostokąta, nakryta jest spiczastym hełmem. Budowla nosiła wcześniej wezwanie świętego Wojciecha, a także Najświętszego Serca Pana Jezusa. Kościół reprezentuje styl neogotycki. Składa się z nawy z zewnętrznymi przyporami oraz wielobocznego prezbiterium. Do wyposażenia świątyni należą zabytkowe organy oraz neogotyckie ołtarze.
Po II wojnie światowej jednym z pierwszych proboszczów w Prabutach był franciszkanin i jasnowidz Czesław Klimuszko, który rozpoczął remont tej świątyni.

## Organy
W 1878 roku, firma organmistrzowska Augusta Terletzkiego z Elbląga zbudował dla kościoła 12 głosowy instrument z mechaniczną trakturą i wiatrownicami zasuwowo-klapowymi. Najprawdopodobniej uległ zniszczeniu podczas działań wojennych. 
Po 1945 roku do kościoła zostały sprowadzone organy z oddalonego o ok. 10 km kościoła w Gdakowie. Jest to instrument firmy Orgelbauanstalt B. Grüneberg ze Szczecina, z 1910. Oznaczony jest numerem opus 623.
Dyspozycja instrumentu:
| Manuał I        | Manuał II                 | Pedał          |
| --------------- | ------------------------- | -------------- |
| 1. Principal 8' | 1. Liebl. Gedackt 8'      | 1. Subbass 16' |
| 2. Gamba 8'     | 2. Aeoline 8'             |                |
| 3. Hohlflöte 8' | 3. Konzertflet 8'         |                |
| 4. Octave 4'    | 4. Violino de concerto 8' |                |
|                 | 5. Flauto dolce 4'        |                |
|                 | 6. Ocarina 1'             |                |